# Danail Mihaylov
Danail Mihaylov  est un joueur bulgare de volley-ball né le 1er juillet 1974 à Sofia. Il mesure 1,98 m et joue réceptionneur-attaquant.

## Clubs
| Club                     | Pays                 | De        | À         |
| ------------------------ | -------------------- | --------- | --------- |
| Levski Sofia             | Bulgarie             | 1999-2000 | 2003-2004 |
| Budvanska Rivijera Budva | Serbie-et-Monténégro | 2004-2005 | 2004-2005 |
| Numancia CMA Soria       | Spain                | 2005      | 2005      |
| Halkbank Ankara          | Turquie              | 2005-2006 | 2005-2006 |
| Rennes Volley 35         | France               | 2006-2007 | 2007-2008 |
| FL Saint-Quentin         | France               | 2008-2009 | 2009-2010 |
| ASUL Lyon                | France               | 2010-2011 | 2015-2016 |
| Annemasse Volley 74      | France               | 2016-2017 |           |